# Josef Klíma (basketbalista)
Josef Klíma (3. června 1911 – 16. února 2007) byl československý basketbalista, účastník olympijských her 1936 a dvou Mistrovství Evropy. Po skončení kariéry zůstal v basketbalovém prostředí jako trenér a sportovní funkcionář.

## Život
Vystudoval Jiráskovo gymnázium a lékařskou fakultu Univerzity Karlovy. V letech 1955–80 byl primářem ortopedického oddělení v Karlových Varech. Založil tam lékařskou tělovýchovnou poradnu a v roce 1954 rehabilitační oddělení.
V mládí byl špičkovým hráčem volejbalu a basketbalu. Oba tyto sporty byly organizovány ve společném Čs. volejbalovém a basketbalovém svazu a proto řada hráčů provozovala oba sporty, basketbal v zimě a tělocvičně, volejbal v létě a venku. Jako volejbalista hrál za Strakovu akademii, VS Maraton a SK Slavii. Třikrát byl ve volejbale mistrem Československa v klasickém volejbale se šesti hráči a čtyřikrát v mužských a jednou ve smíšených dvojicích.
Basketbal začal ve Strakově akademii. Mistrem Československa byl osmkrát (7x za YMCA Praha a UNCAS Praha, 1x v roce 1940 s týmem Sparta Praha). Svou závodní kariéru ukončil v roce 1943 ve Slavii Hradec Králové, které pomohl v lize na přední místa.
Československo reprezentoval v roce 1935 na prvním Mistrovství Evropy v basketbale v Ženevě (byl kapitán družstva) a získal bronzovou medaili. Za Československo startoval v roce 1936 na Olympijských hrách v Berlíně a o rok později na druhém Mistrovství Evropy v Rize. Ke konci své závodní kariéry byl trenérem UNCAS Praha a později mužů (1942–1944) i žen Sparty Praha. Obě družstva přivedl na čelo našeho basketbalu a vychoval řadu hráčů do reprezentace.
Okolo roku 1940 sehrál hlavní roli trenéra ve filmu ABC o košíkové, který se zabýval výcvikem basketbalu (košíkové) ve třech kategoriích: začátečníci, pokročilí, závodníci. V roce 1945 napsal a vydal první komplexní učebnici košíkové s názvem Malá kniha basketbalu.
Po přestěhování do Karlových Varů trénoval i zde chlapeckou a dívčí mládež a s oběma se umístil na předních místech v soutěžích Československa.
Byl také mezinárodním rozhodčím basketbalu a řídil řadu utkání doma i v cizině. Jako sportovní lékař navštívil s reprezentačními družstvy řadu evropských států a Čínu. Byl předsedou zdravotní komise sekce košíkové ÚV ČSTV. Lékařem celé sportovní výpravy byl na Akademických světových hrách v Paříži a Bukurešti.
V roce 1976 převzal v Karlových Varech z rukou tehdejšího generálního sekretáře FIBA Williama Jonese pamětní medaili FIBA za olympijské zásluhy. V roce 2004 byl uveden do Síně slávy České basketbalové federace.
Jeho syn Josef Klíma (* 1950) hrál 11 sezón v letech 1968–1979 za prvoligový basketbalový tým Sparty Praha, zaznamenal 3163 bodů a má dvě bronzové medaile a třikrát 4. místo v československé lize. Za reprezentaci Československa odehrál 40 utkání, z toho 7 utkání (zaznamenal v nich 58 bodů) na Mistrovství Evropy juniorů v roce 1968 (Československo desáté) a 7 utkání (8 bodů) na Mistrovství Evropy mužů 1973 (Československo skončilo čtvrté)., Poté hrál basketbal ve Švýcarsku.

## Knihy
- Josef Klíma : Malá kniha basketballu, Graf. závody Pour a spol.: 1945, 113 fotografií, 253s.